# Aush

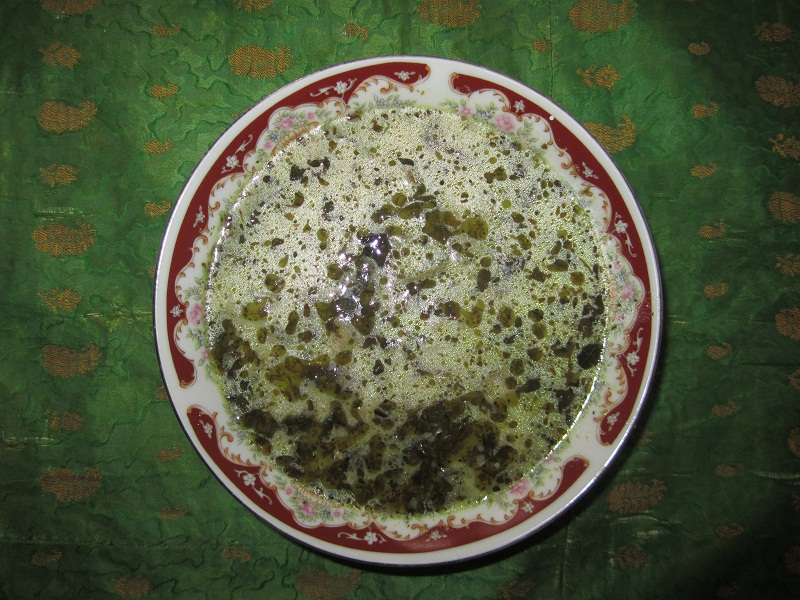
Plato tradicional "aush".

Aush (en persa: آش‎), algunas veces transliterado como aush o āsh, es un platillo tipo sopa de la gastronomía de Irán, preparado con fideos y diferentes vegetales en un caldo a base de tomate. Se le agrega chaka (salsa de yogur) y hojas de menta secas y molidas.